# 돌림판

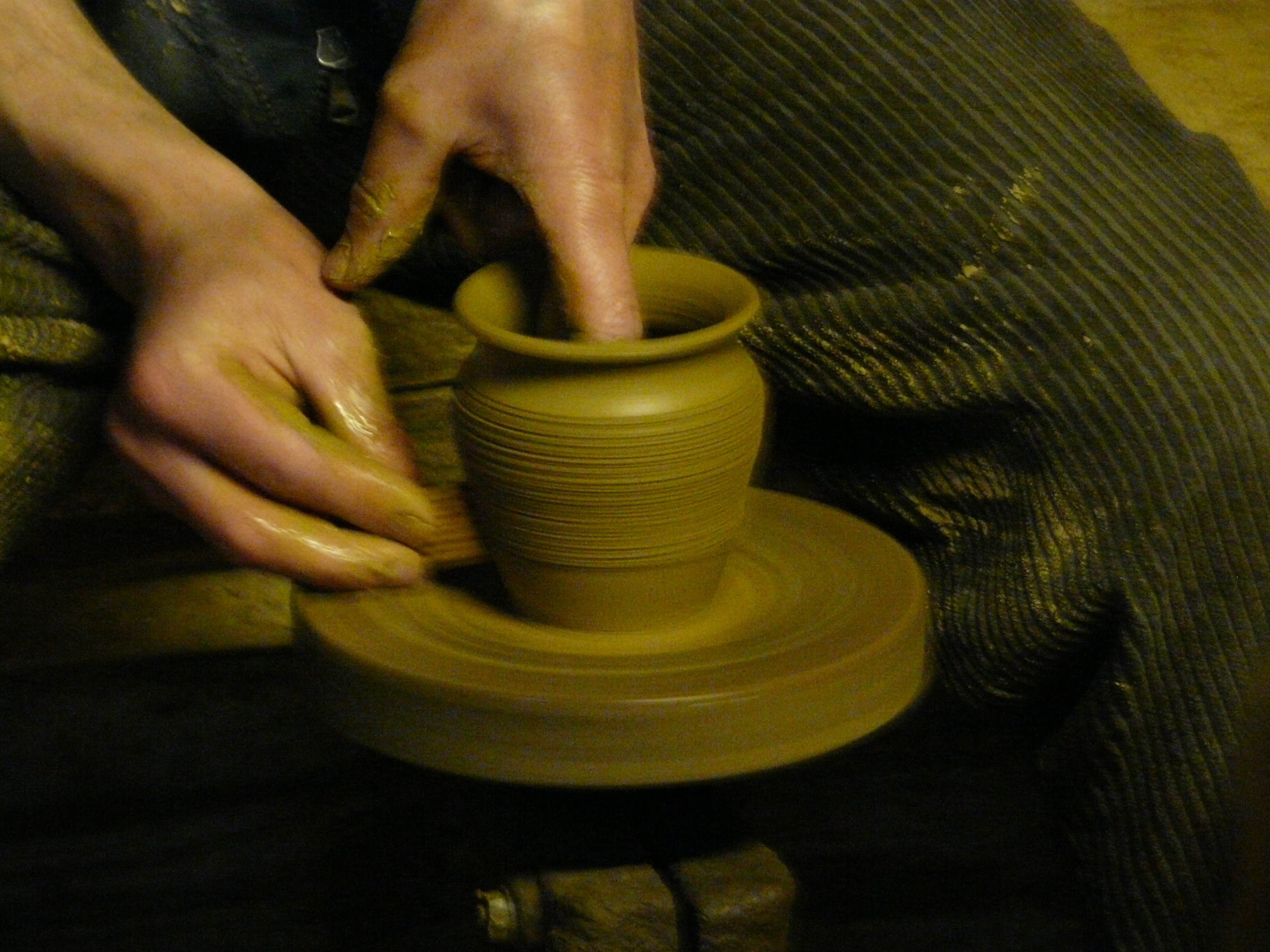
돌림판 위에서 도자기를 만드는 모습

돌림판은 도자기를 만들 때, 흙을 빚거나 무늬를 넣는 데 사용하는 기구이다. 축의 아래와 위에 넓고 둥근 널빤지를 대어 만드는데 아래 판을 발로 돌리면 위 판도 함께 돌아 그 회전력을 이용하여 작업한다. 녹로(轆轤), 녹로대(轆轤臺), 도균(陶鈞), 도차(陶車), 물레, 배차(坏車), 윤대(輪臺) 등으로도 부른다.